# Latridius creticus
Latridius creticus es una especie de coleóptero de la familia Latridiidae.

## Distribución geográfica
Habita en Creta (Grecia).